# Monsalupe
Monsalupe és un municipi de la província d'Àvila, a la comunitat autònoma de Castella i Lleó. Limita a l'oest amb Aveinte; al sud amb Àvila i Bularros; a l'est amb Cardeñosa i Peñalba de Ávila; i al nord amb Las Berlanas i San Juan de la Encinilla.

## Demografia
| 1991 | 1996 | 2001 | 2004 | 2016 |
| ---- | ---- | ---- | ---- | ---- |
| 123  | 99   | 78   | 73   | 73   |